# الحزب الديمقراطي المسيحي (تشيلي)
الحزب الديمقراطي المسيحي (بالإسبانية: Partido Demócrata Cristiano)‏ هو حزب سياسي تشيلي، أسس في 28 يوليو 1957، يقع مقره في سانتياغو، أمينه العام هو Gonzalo Duarte ‏، وقد بلغ عدد أعضائه 115,007 في 2015.

## أعضاء بارزون
- كود سباركل
- تحديث القائمة

- إدواردو فري مونتالبا
- باتريسيو أيلوين
- إدواردو فراي رويز تاجل
- Soledad Alvear
- Radomiro Tomic
- Andrés Zaldívar
- إغناثيو ووكر
- برناردو ليتون
- Jorge Vargas
- Carolina Goić Borojević